# Hipólito Colomb
Hipólito Colomb foi um artista brasileiro do princípio do século XX.
Trabalhou no teatro e no cinema como cenógrafo. Foi também caricaturista e ilustrador, participando nas primeiras manifestações da arte moderna. Trabalhou durante muitos anos como ilustrador em Lisboa, Portugal, para publicações como a revista Illustração Portugueza ou O Século Cómico.
Foi responsável pelo projecto da Casa do Caboclo, inaugurada em 1932, no saguão do teatro São José, Brasil.